# Connaught A
Chronologie des modèles (1952 - 1952)
Aucun Connaught Bs
La Connaught A est une monoplace de Formule 1 conçue par Rodney Clarke en 1952 et ayant couru 10 Grands Prix entre 1952 et 1954 pour le compte de Connaught Engineering, de l’Écurie Belge, de l'Ecurie Ecosse et du Rob Walker Racing Team avec comme pilotes notables Stirling Moss, Prince Bira ou Johnny Claes. Elle est équipée d'un moteur 4 cylindres en ligne Lea Francis pendant toute sa carrière.

## Historique
La A est engagée pour la première fois au Grand Prix automobile de Grande-Bretagne 1952 avec 4 pilotes (Ken McAlpine, Ken Downing, Eric Thompson et Dennis Poore) par Connaught Engineering. Cette course reste la meilleure du châssis avec la cinquième place sur la grille de Downing et la quatrième place à l'arrivée de Poore. Thompson marque également les points de la cinquième place.
Pour ses autres courses, la Connaught A enchaîne les abandons mécaniques ou les arrivées hors des points.
Sa dernière course sera le Grand Prix automobile de Grande-Bretagne 1954 avec 2 châssis privés pour Leslie Marr et Bill Whitehouse, John Riseley-Prichard pour le Rob Walker Racing Team, Don Beauman pour Sir Jeremy Boles et Leslie Thorne pour l'Ecurie Ecosse. 

## Sources
- http://www.statsf1.com/fr/connaught-a.aspx